# Monster Life
Monster Life est un jeu vidéo de rôle sorti en 2012 sur iOS, Android et Freebox. Il a été retiré des magasins mobiles en 2015. Il a eu une mise à jour en 2013 pour ajouter un mode multijoueur.

## Trame
Autrefois, Esac, un éleveur de monstre a fait appel aux gardiens, les Tamanos, pour vaincre le chaos et ramener la paix dans le monde de Numa. Le chaos est de retour...

## Système de jeu
Les combats peuvent mettre en scène trois monstres. Les attaques sont automatiques, le joueur doit appuyer sur un bouton pour lancer un coup critique.  Après un combat, le monstre est en récupération, cela veut dire qu'il faut attendre un certain temps indiqué avant que le monstre puisse combattre à nouveau. Le joueur peut toutefois utiliser la récupération instantanée mais cela lui coûtera des cristaux. Les monstres peuvent coûter des pièces ou des cristaux (monnaies virtuelles du jeu).

## Accueil
- Gamezebo : 4,5/5[2]
- Pocket Gamer : 3/5[3]